# Vietmannsdorf

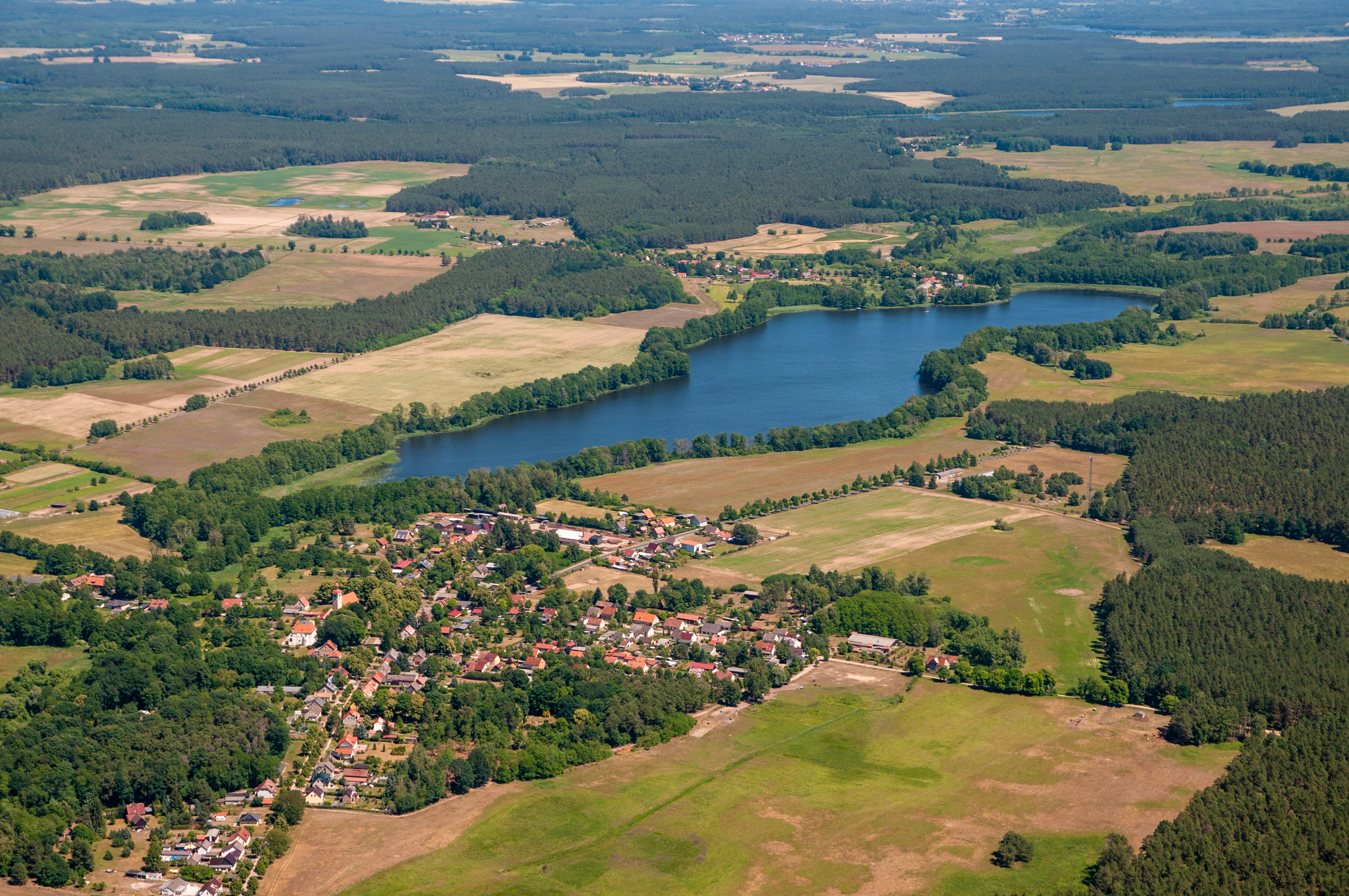
Vietmannsdorf mit Polsensee

Vietmannsdorf (IPA: [ˈfiːtmansdɔʁf]) liegt im westlichen Teil vom Biosphärenreservat Schorfheide-Chorin
und ist ein Ortsteil im Südosten der Stadt Templin im Landkreis Uckermark, Bundesland Brandenburg, Bundesrepublik Deutschland.

## Geographie
Vietmannsdorf liegt am Rand des Naturraums der Schorfheide.
Zu Vietmannsdorf gehören außerdem folgende Ortsteile und Wohnplätze:
- Baßdorf
- Dargersdorf – Der Ort mit heute 110 Einwohnern (Stand November 2020) wurde 1375 erstmals urkundlich erwähnt. Der Name leitet sich vermutlich vom slawischen Namen Darg ab, einem Lokator, welcher zu dieser Zeit in der Gegend aktiv war. Sehenswert ist die Fachwerkkirche aus 1749. Im Dreißigjährigen Krieg war die ursprüngliche Feldsteinkirche nahezu vollständig zerstört, wodurch ein Neuaufbau notwendig wurde. Die bis dahin selbständige Gemeinde wurde am 1. Januar 1974 nach Vietmannsdorf eingemeindet.
- Gut Gollin
- Ringofen

## Geschichte

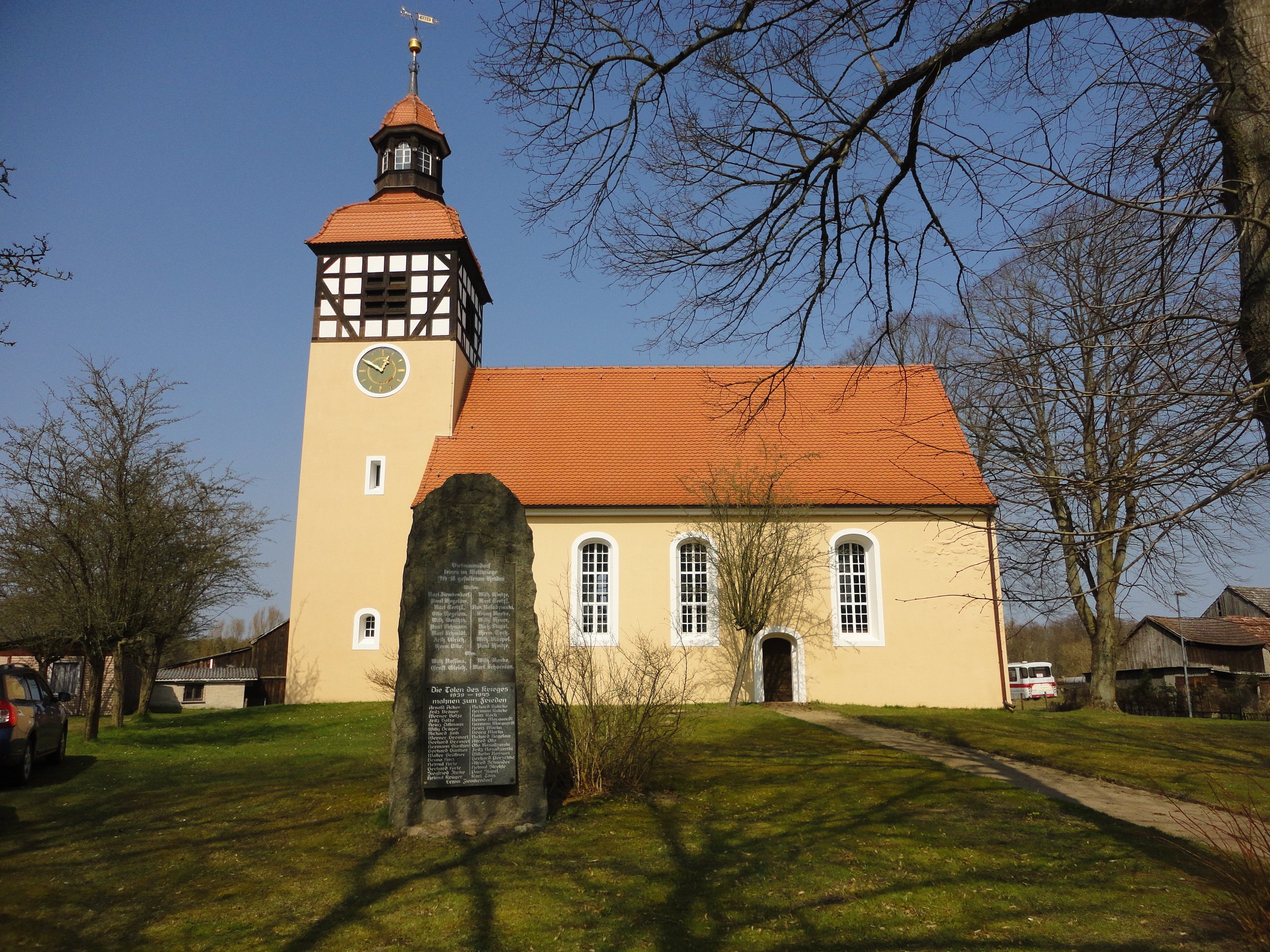
Dorfkirche

Vietmannsdorf wurde erstmals 1281 als markgräflicher Urkundsort mit dem Namen Vitumansdorpe und Vitumanstorpe (CDB A XIII 129 Or) und 1287 als Vitemanstorp (A XXIII 5 Or) erwähnt. Ab dem 15. Jahrhundert bis etwa zum ersten Drittel des 19. Jahrhunderts war hier die Familie von Holtzendorff ansässig. Zwischenzeitlich war nach neuester Quellenlage der briefadelige Daniel Friedrich von Enckevort (1646–1713), Hauptmann, hier Gutspächter, liiert mit Adelheid Sophie von Arnim-Fredenwalde, auch ihre fünf Kinder wurden hier geboren, gingen dann nach Vogelsang. Etwaig hatten die Herren von Holtzendorff das Gut mehrfach verpachtet und nicht mehr direkt selbst betrieben. Genealogisch wohl letzte Holtzendorffs waren der Leutnant Joachim von Holtzendorff (1761–1815), Ritter des Johanniterordens und verheiratet mit Wilhelmine von Schlabrendorff, respektive deren Sohn Franz von Holtzendorff sen. (1804–1871). Die Verwandten nahmen dann Wilsickow zum Hauptsitz oder gingen wie der Enkel Otto von Holtzendorff als Oberst zum Militär. Vietmannsdorf trat man an den Schwiegersohn ab, der denselben alsbald gegen sein thüringisches Stammgut Schloss Kochberg vertauschte. Umgesetzt wurde dies 1857, als Anna von Holtzendorff-Vietmannsdorf den Baron Felix Freiherr von Stein zu Kochberg ehelichte, und so wurde dieser und sein Bruder Karl Freiherr von Stein zu Kochberg, liiert mit Ina von Gundlach-Brunstorf, noch kurzzeitig Miteigentümer von Gut Vietmannsdorf. Im Jahr 1879 nennt das erstmals amtlich publizierte General-Adressbuch der Rittergutsbesitzer für Preußen den Bankier Dittmar Leipziger mit Wohnsitz zu Berlin als Eigentümer des Gutes mit den Vorwerken Basdorf und Holland. Der Gesamtbesitz umfasste rund 1857 ha Land. Zum Gut gehörte eine Brennerei. 1905 hieß der Gutsherr Dr. Viktor Bruder. Sein Gut beinhaltete noch 321 ha, mit Schloss. 1914 besaß J. Bade Gut Vietmannsdorf, 321 ha, mit Schloss; Vietmannsdorf-Ausbau zum Gutsbezirk zugehörig, 28 ha. Der stetige Besitzerwechsel setzte sich fort, 1923 hieß der Gutsherr Richard Victorius.
Das Dorf war bis 1928 in einen Gutsbezirk und das eigentliche Dorf geteilt. Kurz vor der großen Wirtschaftskrise 1929/1930 war Kurt Hermann der Vietmannsdorfer Gutsbesitzer. Verwalter Bartel betreute die 310 ha.
Ab 1873 wurde mit Anlage eines Ringofens durch den Industrieverein Vietmannsdorf eine große Ziegelproduktion aufgenommen, die bis etwa zur Jahrhundertwende anhielt. Dann wurden Vietmannsdorfer Ziegelbrenner durch die neu entstandenen Produktionsstätten in Zehdenick gewissermaßen ruiniert. Am 26. Oktober 2003 wurde die bis dahin eigenständige Gemeinde im Amt Templin-Land nach Templin eingemeindet.
Im Jahr 2006 feierten die Vietmannsdorfer ihr 725-jähriges Dorfjubiläum mit einem großen Festumzug.

### Einwohnerentwicklung
| Jahr      | 1875 | 1890 | 1910 | 1925 | 1933 | 1946 | 1993 | 1994 | 1995 | 1996 | 1997 | 1998 | 1999 | 2000 | 2001 | 2002 | 2006 | 2017 |
| --------- | ---- | ---- | ---- | ---- | ---- | ---- | ---- | ---- | ---- | ---- | ---- | ---- | ---- | ---- | ---- | ---- | ---- | ---- |
| Einwohner | 466  | 511  | 415  | 415  | 446  | 587  | 421  | 434  | 434  | 428  | 423  | 430  | 435  | 444  | 442  | 441  | 433  | 362  |

(Man beachte bei den sprunghaften Anstiegen zeitliche Distanzen, historische Ereignisse und Eingemeindungen.)

## Politik
Die ehemalige Gemeinde Vietmannsdorf wurde 2003 in die Stadt Templin eingemeindet. Ortsvorsteher ist Bernd Ziemkendorf (Stand: 2010). Vietmannsdorf hat eine Partnerschaft mit Wolfenweiler im Breisgau.

## Kultur und Sehenswürdigkeiten

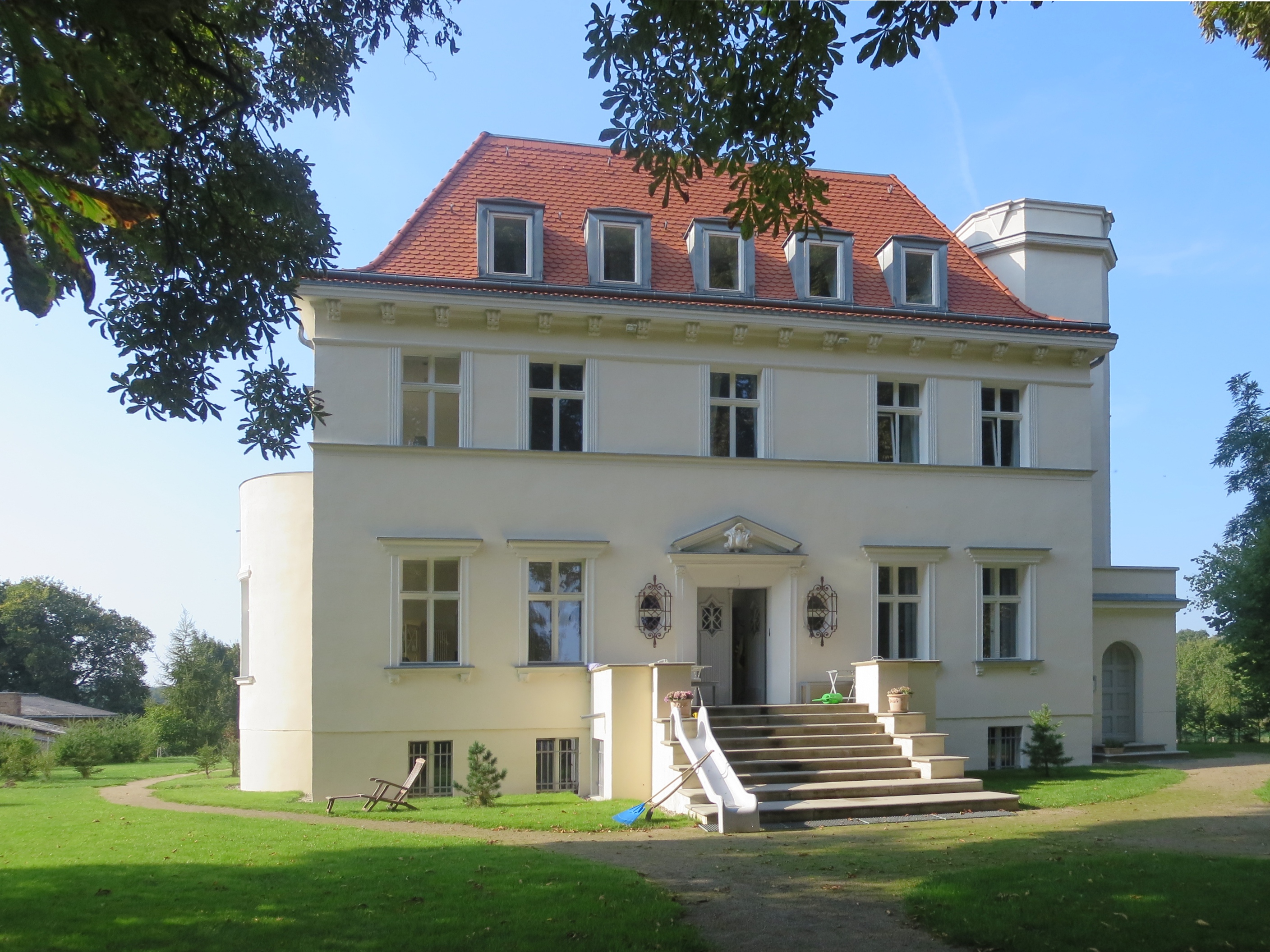
Herrenhaus

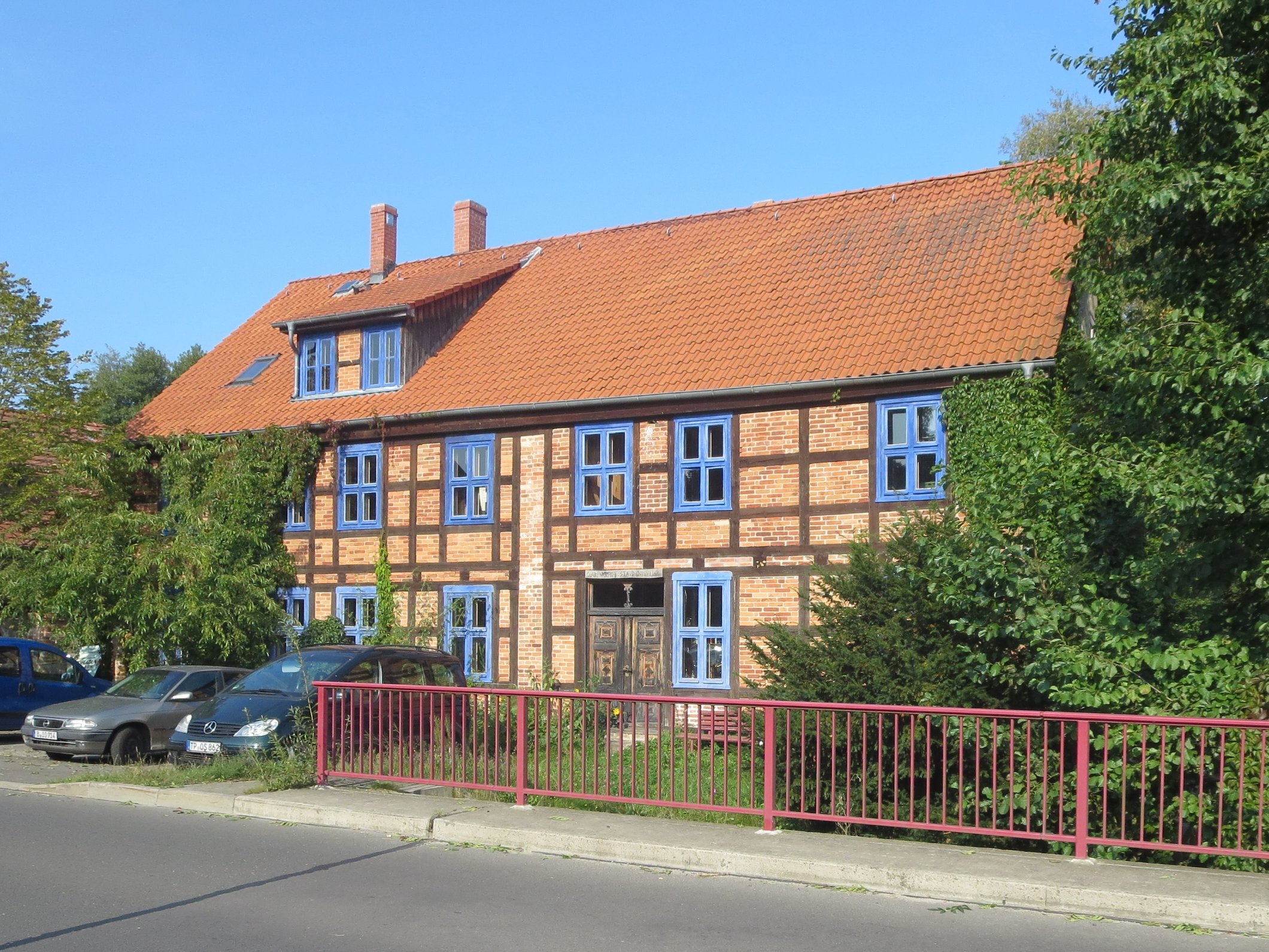
Wassermühle

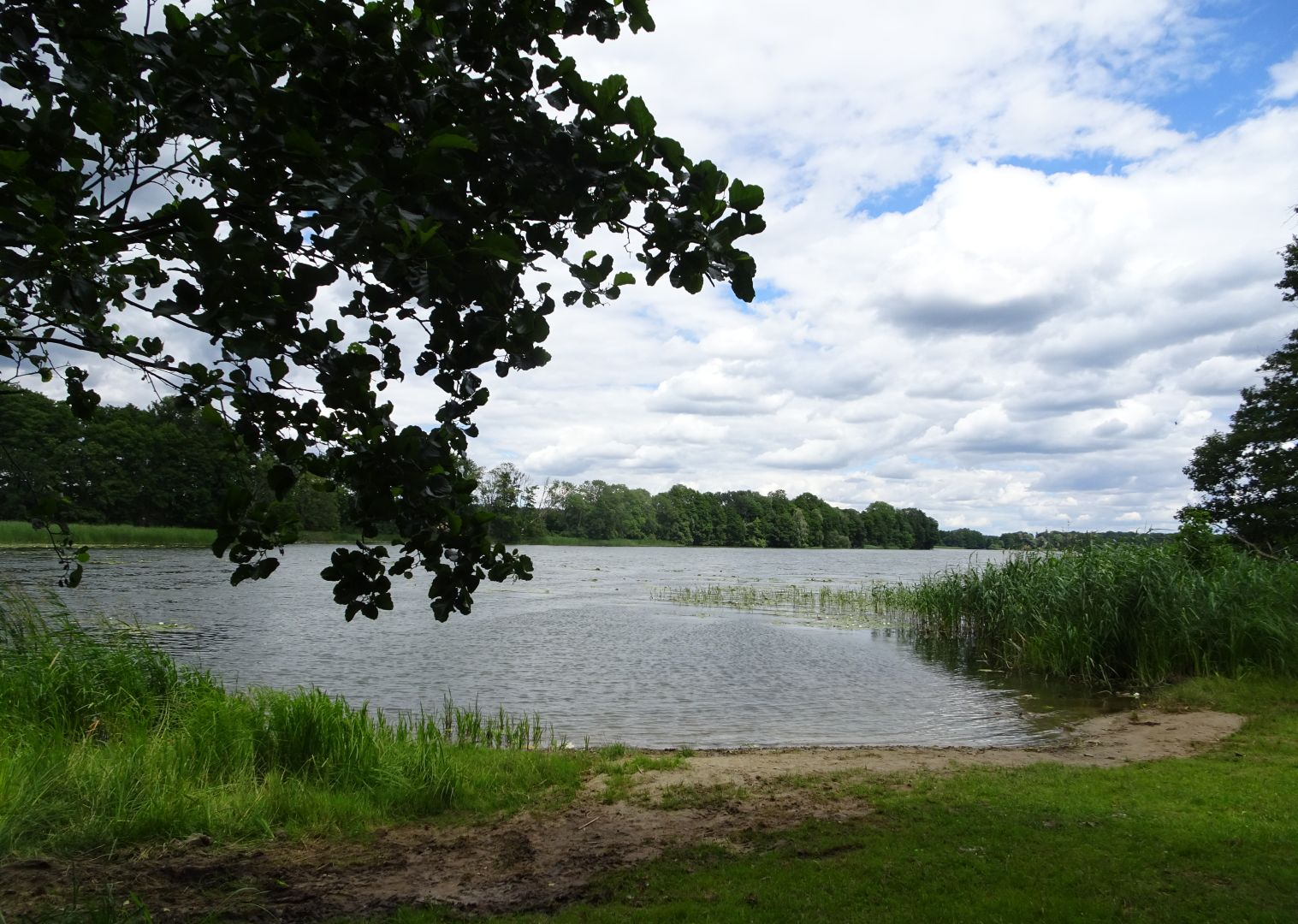
Polsensee

- Heimatstube und Herrenhaus
- Dorfkirche
- Wassermühle
- Polsensee [ˈpɔlzn̩zeː]

## Wirtschaft und Infrastruktur
- Bus

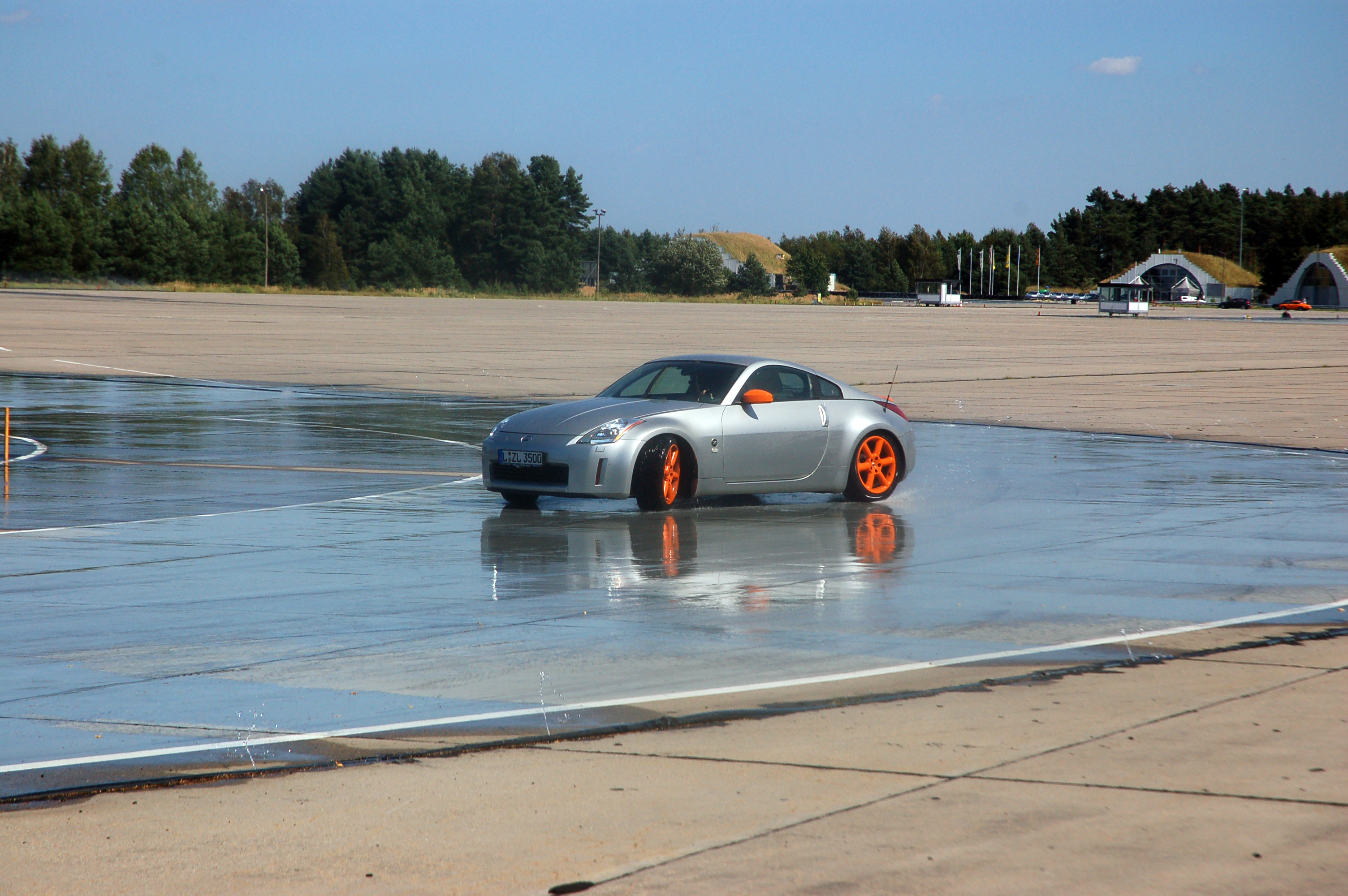
Autotest auf dem Flugplatz

- Bundesstraße 109 in ca. 8 km Entfernung
- ehemaliger Militärflugplatz Groß Dölln, heute ziviler Flugplatz, Testgelände und Solarpark.
- Schorfheide Camp
- Evangelisches Rüstzeitheim
- Gärtnerhof Staudemüller

## Persönlichkeiten
- Karl Johan Jakob Freiherr von Heder, (* 1802 in Vietmannsdorf)
- die Gesellen von Milz (17. Jh.)
- Franz von Holtzendorff, Jurist * 14. Oktober 1829 in Vietmannsdorf (Uckermark); † 4. Februar 1889 in München
- Otto Neubert, Forscher, * 4. April 1892 in Vietmannsdorf; † 17. März 1977